# باغ فدک اصفهان
باغ فدک منطقه ای گردشگری در شمال اصفهان است. باغ فدک در سال ۱۳۷۵ به وسعت ۸۵ هکتار در شمال شرق اصفهان احداث شد. از جمله دلایل اهمیت باغ فدک وجود ۴۷ هزار اصله درخت و درختچه شامل کاج تهران، کاج شهری، توت، زبان گنجشک، سرو نقره ای، سرو شیرازی، سرو نوش، اقاقیا، ارغوان، به ژاپنی، وسک، دادی و نارون جهت تلطیف هوای شهر می‌باشد. سطح چمن‌کاری شده پارک شامل تپه، تپه چینی و اطراف ساختمان اداری حدود ۱۲۵۰۰مترمربع است. این مجموعه علاوه بر ارائه خدمات گردشگری، رفاهی و تفریحی به شهروندان به عنوان کمپینگ و محل اسکان میهمانان و مسافران در طول ایام سال می‌باشد.
از جمله امکانات موجود در این باغ وجود زمین‌های ورزشی در جنوب غربی باغ، کتابخانه و سالن مطالعه، زمین اسکیت با وسعت ۱۲۰۰متر مربع، سایت بازی کودکان، در مرکز و غرب باغ و باغ بانوان است. 
از زیبایی‌های منحصر به فرد این باغ می‌توان به دریاچه مصنوعی به وسعت ۵۰٬۰۰۰٬۰۰۰ مترمربع در شرق باغ اشاره کرد که فضایی دلنشین و با طراوتی ایجاد کرده است.